# 清水麻貴
清水 麻貴（しみず まき、2001年2月2日 - ）は、トップイーストリーグAグループAZ-COM丸和MOMOTARO'Sに所属するラグビーユニオンの選手。

## プロフィール
- 群馬県出身[1]。
- ポジションはスクラムハーフ(SH)。
- 身長 170 cm、体重 75 kg
- 姉の麻有もラグビー選手[2]。

## 略歴
2019年、東農大二高校卒業後、東海大学に入る。
2023年1月、アーリーエントリーでコベルコ神戸スティーラーズに加入。同年3月、東海大学卒業。
2024年8月、AZ-COM丸和MOMOTARO'Sに加入。